# Мельников, Николай Васильевич (судья)
Никола́й Васи́льевич Ме́льников (род. 27 мая 1955) — российский юрист, судья Конституционного суда Российской Федерации в отставке. Доктор юридических наук.

## Биография
Родился 27 мая 1955 года в Иркутске. В 1977 году окончил Ростовский государственный университет.
В 1977—1979 годах работал в прокуратуре Орловской области.
В 1980—1985 — юрисконсульт Центрального проектно-технологического института «Оргтяжстрой» (Ростов-на-Дону).
В 1989—2003 годах работал в прокуратуре Ростовской области.
В 2003—2005 — прокурор Республики Саха (Якутия).
С 25 февраля 2005 года по 31 мая 2025 года — судья Конституционного суда России.
С 10 марта 2005 входит в состав второй палаты Конституционного суда РФ. Член Комиссии по бюджету, финансам и управлению.
Награждён орденом Почёта, орденом Дружбы, нагрудным знаком «Почетный работник прокуратуры Российской Федерации» и Почётной грамотой Президента Российской Федерации.

## Санкции
16 декабря 2022 года, на фоне вторжения России на Украину, был внесён в санкционный список Евросоюза за решения, которые искусственно создают образ легитимности российского вторжения на Украину. Ранее был включен в санкционный список Украины.